# Ted Kotcheff
William Theodore „Ted“ Kotcheff (auch Ted Kotschew; bulgarisch Тед Кочев; * 7. April 1931 in Toronto, Ontario; † 10. April 2025 in Nuevo Nayarit, Nayarit, Mexiko) war ein kanadischer Regisseur, der gelegentlich auch als Drehbuchautor, Filmproduzent und Schauspieler in Erscheinung trat. Zu seinen wichtigsten Filmen zählen Rambo, Immer Ärger mit Bernie, Ferien in der Hölle und Duddy will hoch hinaus.

## Leben und Karriere
Kotcheff wurde als Welitschkо Todorow Zotschew (bulgarisch Величко Тодоров Цочев) in Toronto in einer Familie bulgarischer Abstammung geboren. Laut Ted wurde der Familienname nach der Ankunft seiner Familie in Kanada in Kotcheff geändert. Sein Vater stammte aus Plowdiw, seine Mutter aus Vambel Ägäis-Mazedonien (heute Moschochori, bei Florina in Nordgriechenland), die nach dem Ilinden-Preobraschenie-Aufstand als dreijährige mit ihrer Familie nach Bulgarien floh (→ Makedonische Bulgaren) und in Warna aufwuchs. Seine Eltern lernten sich während einer Demonstration während der Weltwirtschaftskrise in Kanada kennen, ließen sich jedoch scheiden, als Ted noch ein Kind war. Beide waren in den lokalen Emigrantenvereinigungen als Darsteller in Laientheaterstücke aktiv, sodass Ted sehr früh mit der Schauspielerei in Berührung kam. Als 5-Jähriger debütierte Ted bei einer dieser Theateraufführungen im Stück Blutige Hochzeit.
Er studierte an der University of Toronto und machte einen Abschluss in Englischer Literatur. Danach begann er seine Laufbahn als Regisseur mit Theaterprojekten sowie verschiedenen Fernsehinszenierungen bei der Canadian Broadcasting Company. 1957 kam er nach England, wo er 1962 seinen ersten Kinofilm Tiara Tahiti mit James Mason in der Hauptrolle inszenierte. 1963 besuchte er während seiner Flitterwochen zum ersten Mal Bulgarien.
Einen ersten großen Kritikerfolg hatte Kotcheff 1971 mit seiner Regie an dem australischen Film Ferien in der Hölle, der von den Erfahrungen eines jungen Lehrers in einem hinterwäldlerischen Dorf im Outback Australiens erzählt. Bis heute rangiert der Film oft weit oben auf Listen der besten australischen Filme aller Zeiten.
1974 kamen gleich zwei Filme unter Kotcheffs Regie in die Kinos: zum einen der in Israel gedrehte Western Begrabt die Wölfe in der Schlucht mit Gregory Peck in der Hauptrolle, zum anderen das kanadische Filmdrama Duddy will hoch hinaus über einen von Richard Dreyfuss gespielten Montrealer Juden. Letzter Film wurde auf der Berlinale 1974 mit dem Goldenen Bären ausgezeichnet. Er galt als erfolgreichste Produktion Kanadas zu seiner Zeit und wird als Initialzündung für ein eigenständiges kanadisches Kino angesehen. Danach drehte er vor allem in den Vereinigten Staaten, so die Filme Das Geld liegt auf der Straße (1977) mit Jane Fonda und George Segal oder Die Bullen von Dallas (1979) mit Nick Nolte.
Seinen berühmtesten Film Rambo drehte er im Jahr 1982 mit Sylvester Stallone, der heute als Klassiker des Action-Kinos zählt und den größten kommerziellen Erfolg von Kotcheffs Karriere darstellte. Nach eigenen Angaben machte Kotcheff es sich nach dem Vorbild Anton Tschechows nicht zur Aufgabe, ein Urteil über das Handeln seiner Figuren zu fällen, was auch die Rambo-Figur betrifft. Kotcheff entschied sich, den Charakter Rambo entgegen den ursprünglichen Plänen am Filmende nicht sterben zu lassen, was die nachfolgende Rambo-Filmreihe erst ermöglichte, an der Kotcheff indes nicht mehr mitwirkte.
Im Verlaufe der 1980er- und 1990er-Jahre inszenierte er weitere Kinofilme, die aber seitens der Kritiker und oft auch des Publikums zunehmend weniger Anklang fanden. Eine Ausnahme war die 1989 erschienene Komödie Immer Ärger mit Bernie über Eskapaden zweier Freunde mit einer Leiche, die zwar zunächst in den Kinosälen auch wenig Erfolg hatte, aber durch Fernsehausstrahlungen und Heimvideoveröffentlichungen später zu einem Kultfilm wurde. In den 1990er-Jahren begann immer öfter Filme für das Fernsehen zu inszenieren und an Fernsehserien mitzuwirken. So war er zuletzt u. a. ab Ende der 1990er-Jahre bis 2012 als einer der Produzenten der Krimireihe Law & Order: Special Victims Unit tätig. In seinem Nachruf auf Kotcheff im Guardian beschreibt Andrew Pulver die Karriere des Regisseurs als „beeindruckend vielseitig“:
„Kotcheffs Arbeit reichte von hartgesottenen Fernsehspielen über Low-Budget-Filme in Großbritannien bis hin zu erfolgreichen Hollywood-Komödien, prestigeträchtigen Preisgewinnern und Kultfilmen“.
Er war zweimal verheiratet und Vater von insgesamt fünf Kindern. Seine erste Ehefrau von 1960 bis 1972 war die britische Schauspielerin Sylvia Kay. Seit 2016 besaß er auch die bulgarische Staatsbürgerschaft. Kotcheff starb am 10. April 2025 im Alter von 94 Jahren.

## Filmografie (Auswahl)

### Als Regisseur
- 1958–1964: Armchair Theatre (Fernsehserie, 28 Folgen)
- 1962: Tiara Tahiti
- 1965: Ein Platz ganz oben (Life at the Top)
- 1966: The Human Voice (Fernsehfilm)
- 1968: Of Mice and Men (Fernsehfilm)
- 1969: A Gentlemen Affair
- 1971: Ferien in der Hölle (Wake in Fright)
- 1972: Lights Out (Fernsehfilm)
- 1974: Begrabt die Wölfe in der Schlucht (Billy Two Hats)
- 1974: Duddy will hoch hinaus (The Apprenticeship of Duddy Kravitz)
- 1977: Das Geld liegt auf der Straße (Fun with Dick and Jane)
- 1978: Die Schlemmer-Orgie (Who Is Killing the Great Chefs of Europe?)
- 1979: Die Bullen von Dallas (North Dallas Forty) (auch Drehbuchautor)
- 1982: Das Idol (Split Image) (auch Produzent)
- 1982: Rambo (First Blood)
- 1983: Die verwegenen Sieben (Uncommon Valor) (auch Produzent)
- 1985: Eine Liebe in Montreal (Joshua Then and Now)
- 1988: Eine Frau steht ihren Mann (Switching Channels)
- 1989: Winter People – Wie ein Blatt im Wind (Winter People)
- 1989: Immer Ärger mit Bernie (Weekend at Bernie's)
- 1992: Eine ganz normal verrückte Familie (Folks!)
- 1994: Der Abenteurer und das Biest (Love on the Run, Fernsehfilm)
- 1995: The Shooter – Ein Leben für den Tod (Hidden Assassin)
- 1995: Eiskalte Wut (Family of Cops, Fernsehfilm)
- 1996: Entscheidung für die Liebe (A Husband, a Wife and a Lover, Fernsehfilm)
- 1997: Hilfe, ich habe eine Familie! (Borrowed Hearts, Fernsehfilm)
- 1999: Die dunkle Seite des Sonnyboys (The Return of Alex Kelly, Fernsehfilm)
- 2000–2005: Law & Order: Special Victims Unit (Fernsehserie, 7 Folgen) (auch Produzent von 1999 bis 2012, 286 Folgen)
- 2014: Fearless (Kurzfilm)
- 2017: Soul of an Artist

### Als Schauspieler
- 1989: Immer Ärger mit Bernie (Weekend at Bernie’s)
- 2003: Shattered Glass
- 2010: Barney’s Version
- 2014: Hard (Kurzfilm)
- 2019: The Planters

## Auszeichnungen (Auswahl)
- 1972: BAFTA TV Award für Play for Today: Edna, the Inebriate Woman (#2.2) bei den BAFTA Awards.
- 1974: Goldener Bär für Duddy will hoch hinaus bei den Internationalen Filmfestspielen Berlin 1974
- 1986: Nominierung für Eine Liebe in Montreal beim Genie Award
- 1998: Nominierung für Hilfe, ich habe eine Familie! beim Gemini Award